# Schaefferia guerrerensis
Schaefferia guerrerensis är en urinsektsart som först beskrevs av F. Bonet 1945.  Schaefferia guerrerensis ingår i släktet Schaefferia och familjen Hypogastruridae. Inga underarter finns listade i Catalogue of Life.